# Pray (Rebecca St. James)
Pray è il quinto album in studio della cantante australiana Rebecca St. James, pubblicato nel 1998.

## Tracce
1. Pray – 4:28
2. OK – 4:37
3. Give Myself Away – 3:48
4. Hold Me Jesus (Rich Mullins cover) – 5:04
5. I'll Carry You – 4:41
6. Come Quickly Lord – 4:29
7. Peace – 5:50
8. Mirror – 4:35
9. Lord You're Beautiful (Keith Green cover) – 6:07
10. Love To Love You – 5:01
11. Omega (+ Be Thou My Vision) – 11:19